# Jan Matěj
Jan Matěj (* 4. června 1996) je český fotbalový záložník a mládežnický reprezentant, v současnosti hráč klubu FC Baník Ostrava.

## Klubová kariéra
Svoji fotbalovou kariéru začal v FC Baník Ostrava, kde hrál i za mládežnické kategorie. Na podzim 2014 se ve svých 18 letech dostal do A-týmu.

## Reprezentační kariéra
Jan Matěj nastupoval za české reprezentační výběry od kategorie U16.